# (467009) 2016 CT119
(467009) 2016 CT119 es un asteroide perteneciente al cinturón de asteroides, descubierto el 10 de marzo de 2007 por el equipo del Mount Lemmon Survey desde el Observatorio del Monte Lemmon, Arizona, Estados Unidos.

## Designación y nombre
Designado provisionalmente como 2016 CT119.

## Características orbitales
2016 CT119 está situado a una distancia media del Sol de 2,793 ua, pudiendo alejarse hasta 2,974 ua y acercarse hasta 2,612 ua. Su excentricidad es 0,064 y la inclinación orbital 10,61 grados. Emplea 1705,33 días en completar una órbita alrededor del Sol.

## Características físicas
La magnitud absoluta de 2016 CT119 es 17.